# Palmital (Paraná)
Palmital é um município brasileiro do estado do Paraná. Localiza-se a uma latitude 24º53'35" sul e a uma longitude 52º12'10" oeste, estando a uma altitude de 840 metros. Possui uma área de 661,11 km² e sua população foi estimada em 13 172 habitantes, conforme dados do IBGE de 2019.

## Demografia
| Religião        | Percentagem |
| --------------- | ----------- |
| Catolicismo     | 83,91%      |
| Evangelicalismo | 13,72%      |
| Espiritismo     | 0,24%       |
| Sem religião    | 1,18%       |
| Outras          | 0,95%       |

Fonte: IBGE, 2010.